# Gösselsdorfer See
Der Gösselsdorfer See (slow.: Goslinsko jezero) ist ein Badesee in den Gemeinden Eberndorf und Sittersdorf im Südosten Kärntens.
Der See liegt am Ostrand der Rückersdorfer Platte und ist der am stärksten verlandete See im Kärntner Unterland. Von der ursprünglich vorhandenen Fläche von 1 km² sind nur mehr rund 32 ha freie Wasserfläche vorhanden. Die maximale Wassertiefe beträgt 3 m, durch die geringe Tiefe ist der See reich mit See- und Teichrosen sowie mit Unterwasserpflanzen bewachsen. An den Ufern befinden sich breite Schilfbestände mit Schilfrohr, Breitblättrigem Rohrkolben, Teich- und Schneidebinse und Igelkolben. Aus den angrenzenden Verlandungsmooren gelangen Huminsäuren in den See und rufen eine bräunliche Färbung hervor.
Der Gösselsdorfer See liegt in einem 476 ha großen Landschaftsschutzgebiet (LGBl. Nr. 51/1970, 101/1979 und 73/1986). Südlich des Sees befindet sich seit 1986 ein 23,4 ha großes Gebiet unter Naturschutz gestellt (LGBl. Nr. 71/1986).
Der See wird hauptsächlich durch Grundwasser gespeist, die Durchflutung ist im Sommer mit 300–400 l/s recht stark. Der Abfluss entwässert in die Drau.

## Tiere im Gösselsdorfer See
Im Gösselsdorfer See kommen folgende 11 Fischarten vor:
- Aitel (Leuciscus cephalus)
- Graskarpfen (Ctenopharyngodon idella)
- Brachse (Abramis brama)
- Flussbarsch (Perca fluviatilis)
- Hecht (Esox lucius)
- Karpfen (Cyprinus carpio)
- Rotauge (Rutilus rutilus)
- Rotfeder (Scardinius erythrophthalmus)
- Schleie (Tinca tinca)
- Silberkarpfen (Hypophthalmichthys molitrix)
- Wels (Silurus glanis)

Der See ist während des Vogelzugs als Rastplatz von Bedeutung.